# Faro de Cabo de la Roca
El Faro de Cabo de la Roca (en portugués: Farol do Cabo da Roca) es un faro situado en el Cabo de la Roca, freguesia de Colares, municipio de Sintra, distrito de Lisboa, Portugal. Está construido en el punto más occidental de Europa. Entró en funcionamiento en 1772 siendo el tercer faro más antiguo de Portugal.

## Historia
Los seis primeros faros de Portugal fueron mandados construir por orden de 1 de febrero de 1758 de la Junta General de Hacienda del Reino. Fue el tercero en inaugurarse y el primero de nueva planta ya que los dos anteriores se instalaron en edificios previamente existentes. La primera instalación del faro apenas alcanzaba dos millas náuticas.
En 1843, bajo la dirección del ingeniero Gaudencio Fontana el faro sufrió sus primeras modificaciones con una nueva instalación de iluminación con espejos parabólicos y nuevo sistema de rotación.
En 1883 fue aprobada la instalación de un faro eléctrico y una señal sonora que debido a la grave crisis financiera que sufrió Portugal en 1891 acabó retrasando su instalación hasta el año 1897. La nueva instalación consistía en una óptica catadióptrica de 4.º orden, mecanismo de rotación de relojería y lámpara de tres mechas alimentada con petróleo.

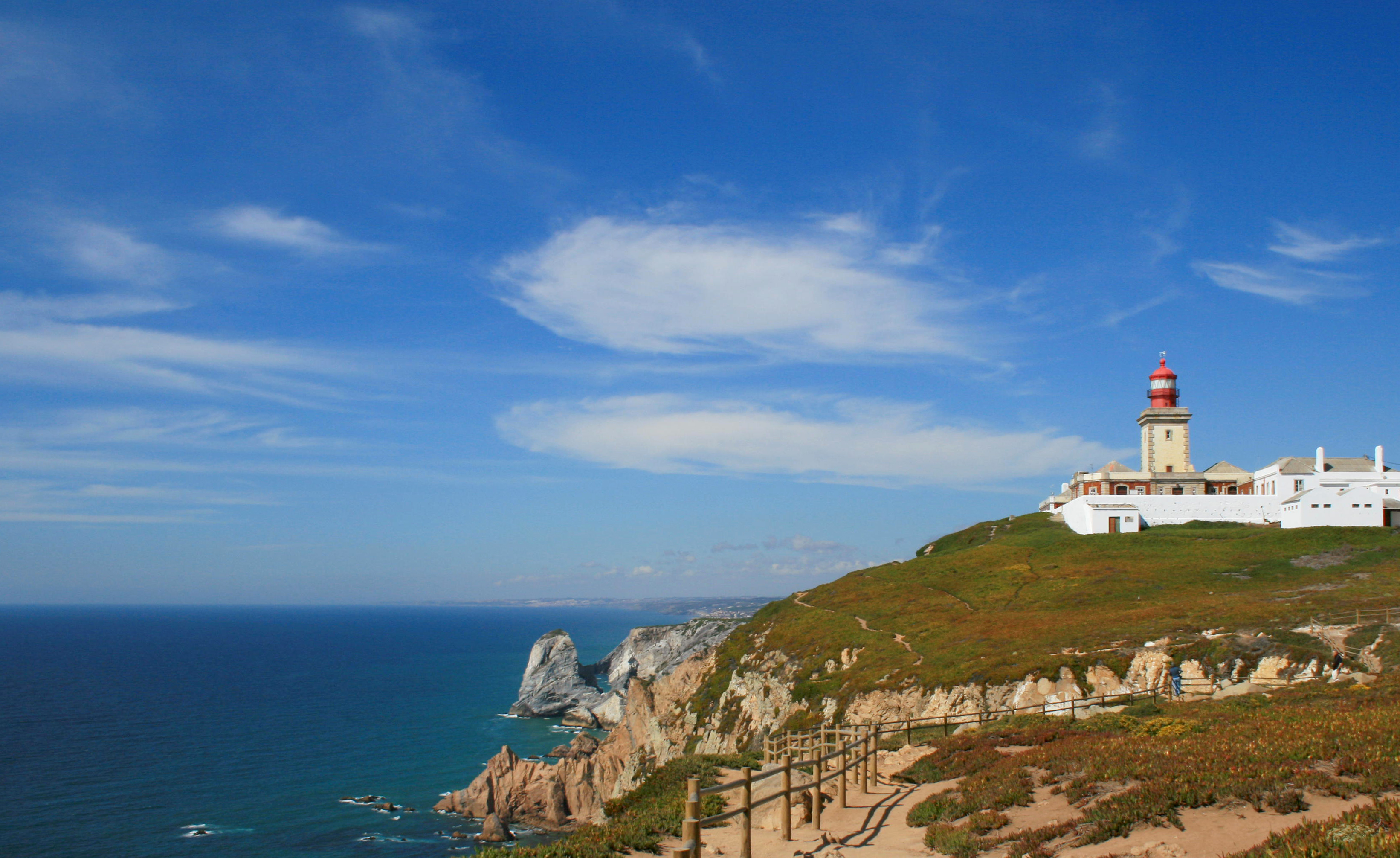
Perspectiva del Cabo de la Roca con el faro en primer término.

En 1917 pasó a alimentarse con gas acetileno para lo que se construyó una fábrica de dicho gas en el faro. En 1937 se instaló un radiofaro que fue eliminado en 2001. En 1947 fue montada una nueva óptica aeromarítima de 3.er orden de 500 mm de distancia focal y lámpara de incandescencia de 3.000 W. Fue conectado a la red eléctrica en 1980, y en 1990 automatizado y la instalación de acetileno cerrada ya que se instalaron paneles fotovoltaicos para alimentarlo.
La señal sonora instalada en 1917, fue cambiada en 1932, fue sustituida por otra eléctrica en 1982 y finalmente eliminada en 2000.
El faro sigue habitado y como está localizado en el punto más occidental de Europa en un lugar de mucho atractivo turístico.

## Características
El faro emite una luz blanca en grupos de cuatro destellos espaciados regularmente en un ciclo de 17 segundos. Tiene un alcance nominal nocturno de 26 millas náuticas.